# Föching (Holzkirchen)
Föching ist ein Ortsteil des Marktes Holzkirchen im oberbayerischen Landkreis Miesbach, sowie eine Gemarkung im nämlichen Landkreis mit einer Fläche von 2300,78 Hektar.

## Geografie
Das Kirchdorf liegt circa zweieinhalb Kilometer nordöstlich vom Marktzentrum in Richtung Aschbach. Föching grenzt im Norden an den Teufelsgraben und den Hofoldinger Forst. Unmittelbar östlich verläuft die Bundesautobahn 8 mit der Anschlussstelle Holzkirchen.

## Geschichte
Die Endung -ing weist auf eine Besiedlung durch die Bajuwaren etwa im 7./8. Jahrhundert hin. Urkundlich wurde Föching erstmals 817 in den Traditionen des Klosters Tegernsee als „Vechingen“ erwähnt. Der Name leitet sich von Wecho als Siedlungsgründer ab.
Am 1. Mai 1978 wurde die bis dahin selbständige Gemeinde Föching aufgelöst . Der westliche Teil mit 760,60 Hektar mit dem gleichnamigen Gemeindehauptort und damals etwa 900 Einwohnern wurde in den Markt Holzkirchen eingegliedert. Die 400 Einwohner im flächenmäßig mit 1540,18 Hektar größeren östlichen Teil kamen nach Valley.

## Infrastruktur und Sehenswertes
Das Dorf selbst ist landwirtschaftlich geprägt, aber durch die Nähe zur S-Bahn-Station Holzkirchen und der Autobahn finden sich in der Gemarkung auch Gewerbe und neue Wohngebiete.
Sehenswert ist die von 1664 bis 1671 im Stil des frühen bayerischen Kirchenbarocks im Talkessel eines alten Flussbettes errichtete Kirche St. Johann Baptist, die wegen des „Gnadenbildes der Schmerzhaften Mutter von Föching“ wohl auch als Wallfahrtskirche zur „Schmerzhaften Mutter Gottes“ bekannt ist. Es sind zwei Vorgängerbauten belegt. Der etwa 60 Meter hohe Kirchturm ist der höchste im Landkreis Miesbach und bereits von weitem zu sehen.

## Trivia
Die Daten zu Geburt und Taufe des berühmt-berüchtigten Wildschützen Georg Jennerwein sind als bislang einzig seriös nachprüfbarer Quelle dem Taufregister der Kirche St. Johann Baptist in Föching zu entnehmen, wonach er als uneheliches Kind der „Kleingütlerstochter“ Anna Jennerwein am 21. April 1852 um 0 Uhr 30 („früh 12 1/2 Uhr“) geboren und noch am gleichen Tag um 10 Uhr getauft wurde; als Vater ist darin der aus Otterfing stammende „Schmidssohn“ Peter Glas eingetragen. Später ergänzt wurden diese handschriftlichen Einträge durch eine weitere: „NB! Der berühmte Wildschütze, der am Leonhardstag 1877 auf dem Kuhn??gl (Brecherspitze) erschossen wurde“.